# Филинов, Евгений Николаевич
Евгений Николаевич Филинов (15 марта 1932, Москва — 15 июня 2006, там же) — советский, российский учёный в области вычислительной техники, автоматизации и систем управления; один из создателей АСВТ-М и СМ ЭВМ; представитель научной школы члена-корреспондента АН СССР И. С. Брука, соратник главного конструктора СМ ЭВМ академика АН СССР Б. Н. Наумова. Е. Н. Филинов "относится к плеяде учёных, имена которых по праву вписаны в историю отечественной вычислительной техники"

## Биография
Евгений Николаевич Филинов родился в Москве 15 марта 1932 г. в семье агрономов. Дед — Петр Иванович Филин — был сельским дьяконом. В период раскулачивания и преследования духовенства, спасаясь от репрессий, он был вынужден оставить дом в Рязанской губернии, бежать с семьей в Москву, и сменить фамилию на Филинов. Отец — Николай Петрович Филинов (1906—1947) — выпускник Тимирязевской Сельскохозяйственной Академии, служил начальником отдела в Министерстве Сельского Хозяйства СССР, руководил научными работами по селекции и выращиванию риса. Мать — Ольга Николаевна Кремер (1905—1986) — тоже выпускница Тимирязевской Академии, занималась селекцией хлопка.
В 1950 году с золотой медалью окончил среднюю школу в г. Москве и поступил в Московский энергетический институт; окончил его в 1955 г. по специальности «радиотехника»; избранное направление научной деятельности — память на магнитных сердечниках («ферритовая память»).
В 1956 году поступил на работу в Энергетический институт АН СССР, в том же году переведён на должность инженера в Лабораторию цифровых управляющих машин и систем АН СССР (руководитель И. С. Брук), которая в 1958 г. была преобразована в Институт электронных управляющих машин АН СССР (первый директор — И. С. Брук). С 1959 г. — старший конструктор, с 1960 г. — заведующий лабораторией института; занимался разработкой принципов построения АСВТ. С 1963 по 1985 г. — заместитель директора института по научной работе.
В 1985—1994 годах — заместитель директора по научной работе, и. о. директора, советник дирекции Института проблем информатики АН СССР.
В 1994—1997 годах — заместитель директора по научной работе; в 1997—2006 гг. — ведущий научный сотрудник — советник дирекции; заведующий отделом Института системного программирования РАН.
Автор книг, статей и изобретений, а также работ по истории вычислительной техники.
Умер в 2006 году. Похоронен на Донском кладбище.

## Награды
- орден Трудового Красного Знамени (1971)
- Государственная премия СССР в области науки и техники — присуждена в 1981 г. за разработку и организацию серийного производства комплексов технических программных средств СМ-3 и СМ-4 международной системы малых ЭВМ (СМ ЭВМ)
- Премия Совета Министров СССР — присуждена Постановлением СМ СССР от 15 апреля 1987 г. за создание, организацию серийного производства и внедрение в народное хозяйство семейства универсальных микропроцессорных средств для объединения ЭВМ массового назначения в вычислительные сети
- медали.